# -acum
Das Suffix -acum (keltisch -āko(n)) war eine keltische Ortsnamensendung, die hauptsächlich in Westeuropa links des Rheins verbreitet war. Es bezeichnet die Zugehörigkeit zu einer Sippe oder Person und ist damit vergleichbar mit der germanischen Endung -ingen. Es kann in diesem Sinne auch mit „Anwesen, Landgut von“ übersetzt werden.

## Varianten
Die gallische Variante wird teilweise als -acon geschrieben und leitet sich vom keltischen -āko(n) ab. Im galloromanischen Bereich wurde das Suffix auch nach typisch römische Personennamen verwendet. Da diese öfters auf -ius endeten, entstand dadurch mit der Zeit die eigenständige Form -iacum, indem das -i- als Suffixbestandteil aufgefasst wurde. Ähnliches passierte auch mit den Namen die auf -inus oder -inius endeten (-iniacu).

## Verbreitung

### Deutschsprachiger Raum
Sprachlich entwickelte sich das Suffix zu -ach oder -ich. Die deutschsprachigen -acum-Orte liegen hauptsächlich linksrheinisch oder südlich der Donau. Zu beachten ist, dass die meisten -ach-Orte auf das deutsche Hydronym -ach zurückzuführen sind.
Auswahl
| latein. Ortsname | heutiger Name/Lokalisierung | Bestimmungswort                    |
| ---------------- | --------------------------- | ---------------------------------- |
| Abodiacum        | Epfach                      | Personenname Abudius               |
| Antunnacum       | Andernach                   | PN *Antunnus                       |
| Brisiacum        | Breisach                    | PN *Brisius/Brisia                 |
| Cannabiaca       | in Noricum                  | lat. canabae 'Lagerdorf'           |
| Contionacum      | Konz                        | PN *Contionus                      |
| Iuliacum         | Jülich                      | PN Julius                          |
| Lauriacum        | Lorch                       | PN Laurus                          |
| Mogontiacum      | Mainz                       | Göttin im Gebiet der Mediomatriker |
| Septemiacum      | bei Nördlingen?             | PN Septimius                       |
| Tiberiacum       | (bei) Zieverich             | PN Tiberius                        |

### Niederländischer Sprachraum
Im niederländischen Sprachgebiet kommen -acum-Orte in Flandern und in den niederländischen Provinzen Limburg und Gelderland vor. Hier haben sie die Endungen -ijk/ch(en), -ik/ch(en), -ek/ch(en) oder -ak/ch(en). An sich können diese Endungen jedoch auch niederfränkischen Ursprungs sein, weshalb entsprechende Siedlungen nicht zwangsläufig als -acum-Orte identifiziert werden können.
Auswahl
| latein. Ortsname | heutiger Name/Lokalisierung | Bestimmungswort     |
| ---------------- | --------------------------- | ------------------- |
| Artiriacum       | Aartrijke                   | Personenname Arthur |
| Blariaco         | Blerick                     | PN *Blarius         |
| Mannaricium      | Maurik                      | PN *Malerius        |
| *Vindiacum       | (Dender)windeke             | Stammname Veneter   |
| Viroviacum       | Wervik                      | PN *Wirovius        |

### Französischer Sprachraum
In Frankreich gehört diese Ortsnamensendung zu den häufigsten. Sie machen etwa 20 % aller Siedlungsnamen aus, sind jedoch im Departement Alpes-Maritimes, Baskenland und Korsika nicht anzutreffen. Sie enden heute meist auf -ac, -y oder -é, allerdings kann die lautliche Entwicklung je nach regionaler Sprachvarietät sehr unterschiedlich verlaufen sein. So entstanden aus Campaniacum die heutigen Ortsnamen Campagnac, Campigny, Champagnac, Champagnat, Champagné, Champagneux, Champagney, Champagny und Champigny. In der bretonisch-sprechenden Bretagne entwickelte sich das -acum-Suffix zu -oc, -ec, -ac oder -euc.

Verbreitung der französischen Ortsnamen auf -ac, die sich wahrscheinlich aus -acum entwickelt haben.
Die Verbreitung französischer Ortsnamen auf -eu(x), die sich vermutlich aus dem Suffix -acum entwickelt haben, beschränkt sich auf die Alpen. In anderen Regionen lassen sich hingegen andere Ursprünge feststellen.
Verbreitung der französischen Ortsnamen auf -ey, die sich wahrscheinlich aus -acum entwickelt haben.
Verbreitung der französischen Ortsnamen auf -ay, die sich wahrscheinlich aus -acum entwickelt haben.
Ortsnamen auf -é, die vermutlich auf -acum zurückgehen, finden sich vor allem im Nordwesten Frankreichs. Im Südwesten und im Norden hingegen hat diese Endung einen anderen Ursprung.

### Britische Inseln
Der Name Eburacum wurde in der angelsächsischen Sprache als Eoforwic übernommen und dieses wiederum von den Wikingern als Iorvík. Hieraus entstand der heutige Ortsname York. Im Walisischen wurde der keltische Name mit der Hinzufügung des Wortes caer „Stadt“ übernommen und entwickelte sich über (Cair)Ebrauc zu (Caer)Efrog. In Cornwall wurde -(i)acum zu -(i)ack oder -ick. Beispiele hierfür sind Angarrack, Botallack, Carharrack, Towednack und Landewednack. In Wales hingegen entstand über -(i)awc und -(i)awg- letztlich die Endung -(i)og (zum Beispiel Brycheiniog oder Tudweiliog).
Auswahl
| latein. Ortsname | heutiger Name/Lokalisierung | Bestimmungswort        |
| ---------------- | --------------------------- | ---------------------- |
| Eburacum         | York                        | Personenname *Aurelius |
| Epiacum          | bei Alston (Cumbria)        | Personenname *Epius    |
| Vagniacum        | bei Gravesend (Gravesham)   |                        |

### Italienischer Sprachraum
In Italien sind -acum-Orte selten. Beispiele hierfür sind Carnago und Bellinzago in der Lombardie oder Brissago in der Schweiz.